# أصول الحساب الهندي
أصول الحساب الهندي (كتاب في أصول حساب الهند) كتاب في الرياضيات كتبه عالم الرياضيات الفارسي في القرنين العاشر والحادي عشر، كوشيار بن لبان. يعد ثاني أقدم كتاب موجود باللغة العربية حول الحساب الهندي باستخدام الأرقام الهندية العربية ( ०۱ ۲ ۳ ۴ ۵ ۶ ۷ ۸ ۹)، يسبقه كتاب الفصول في الحساب الهندي الذي كتبه أبو الحسن أحمد بن ابراهيم الإقليدسي عام 952.
رغم أن الخوارزمي ألف أيضًا كتابًا عن الحسابيات الهندية عام 825، لكن الطبعة العربية الأصلية منه فُقدت، ولم يتبق منه سوى ترجمة تعود إلى القرن الثاني عشر. لم يذكر كوشيار بن لبان المصادر الهندية للحساب الهندي، ولا يوجد كتاب هندي سابق يغطي نفس الموضوعات التي نوقشت في هذا الكتاب. كان كتاب أصول الحساب الهندي أحد المصادر الأجنبية للحساب الهندي في القرنين العاشر والحادي عشر في الهند. تُرجم إلى الإنجليزية من قبل مارتن ليفي ومارفن بتراك في عام 1963 من المخطوطة العربية الوحيدة الموجودة في ذلك الوقت: اسطنبول، مكتبة آيا صوفيا، إم إس 4857، بالإضافة إلى ترجمة إلى اللغة العبرية مع الشرح لشالوم بن جوزيف عنابي.

## لوح الرمال الهندي
كانت تُجرى الحسابات الهندية على لوح رمال مشابه للوح العداد الصيني. لوح الرمال هو سطح مستو مغطى بطبقة من الرمال ومبطن بشبكات. على غرار نظام العد الصيني المستند إلى العصي، يرمز الفراغ على شبكة لوح الرمال إلى الصفر، ولا حاجة إلى وجود رمز يشير إلى الصفر. يتضمن تغيير الأرقام المسح وإعادة الكتابة، على عكس اللوح العداد.

## المحتوى
لا يوجد سوى نسخة عربية واحدة محفوظة الآن في مكتبة آيا صوفيا في اسطنبول. توجد أيضًا ترجمة عبرية للكتاب مع تفسيرٍ له، محفوظتان في مكتبة بودلي في جامعة أكسفورد. في عام 1965، نشرت مطبعة جامعة ويسكونسين طبعة إنجليزية من هذا الكتاب، ترجمها كل من مارتن ليفي ومارفن بتراك، بناءً على الطبعتين العربية والعبرية. تضمنت هذه الترجمة الإنجليزية 31 لوحة طبق الأصل عن النسخة العربية الأصلية.
يتكون كتاب أصول الحساب الهندي من جزأين يتحدثان عن الحسابيات في نظامين للعد كانا موجودين في الهند في ذلك الوقت.
- تناول الجزء الأول بشكل أساسي الخوارزمية العشرية للطرح والضرب والقسمة واستخراج الجذر التربيعي والجذر التكعيبي في نظام العد الهندي. مع ذلك، احتوى الكتاب قسمًا حول »الاختزال إلى النصف« بمزيج هجين من الأرقام العشرية والستينية.

يعد التشابه بين الخوارزمية الهندية العشرية والخوارزمية الصينية في رسالة سونزي سوانجينغ البحثية مذهلًا، باستثناء عملية الاختزال إلى النصف، إذ لم يكن هناك حساب هجين عشري/ستيني في الصين.
- تناول الجزء الثاني عمليات الطرح والضرب والقسمة واستخراج الجذر التربيعي والجذر التكعيبي في نظام العد الستيني. لم يكن هناك سوى نظام حساب عشري موضعي في الصين، ولم يكن هناك نظام حساب ستيني مطلقًا.

- على عكس كتاب الفصول في الحساب الهندي لأبي الحسن الإقليدسي، الذي وصف العمليات الحسابية الأساسية من الجمع والطرح والضرب والقسمة بالكلمات، قدم كتاب ابن لبان إجراءات حساب عملية، معبراً عنها بالأرقام الهندية والعربية.

## الأثر
كان لكتاب أصول الحساب الهندي لكوشيار بن لبان تأثيرًا قويًا على علماء الخوارزميات العرب اللاحقين. اتبع تلميذه النسوي أسلوب استاذه. اكتسب عالم الخوارزميات في القرن الثالث عشر، جوردانوس دي نيمور، إلهامه في عمله من النسوي. في أواخر القرن السادس عشر، كان اسم ابن لبان ما يزال مذكورًا.